# Liebe ist für alle da
Liebe Ist Für Alle Da (pronunciado ['liːbə ʔɪst fyːɐ 'ʔalə da]; «El amor está ahí para todos» en alemán) es el sexto álbum de estudio de la banda alemana de metal industrial Rammstein. Se lanzó al mercado el 16 de octubre de 2009. Liebe ist für alle da alcanzó el puesto número uno en las listas de ventas de álbumes de ocho países distintos.

## Producción
El 11 de marzo de 2007, tras un año de descanso, Rammstein se reúne en Mecklemburgo-Pomerania Occidental, Alemania, para discutir ideas preliminares sobre su futuro musical. La preproducción del disco se realiza de julio de 2007 a octubre de 2008 en Hermannshagen-Dorf (Saal, Antepomerania, Alemania), una localidad sin determinar a orillas del Mar Báltico, Beesenstedt y Berlín.
El 28 de octubre de 2008 se graba la batería en el Estudio Henson de Los Ángeles, California. A partir del 9 de noviembre, el grupo graba las canciones del disco durante seis semanas en el Sonoma Mountain Studio (California). El productor es el mismo de los cinco álbumes anteriores, Jacob Hellner. Los trabajos de mezcla comienzan el 16 de marzo de 2009 en Estocolmo, Suecia.
El día 11 de agosto se lanzó el portal de marketing viral LIFAD.org (siglas de «Liebe ist für alle da»), con enlaces a redes sociales como Facebook y Twitter, como parte de la campaña publicitaria. Adicionalmente, varios portales autorizados empezaron a transmitir sus primeras impresiones sobre el nuevo material, tras haberlo escuchado en una exclusiva conferencia de prensa celebrada en Berlín.
 El 9 de septiembre, el portal de Metal Hammer en su edición inglesa tuvo la primicia mundial de presentar el tracklisting completo.
El 18 de septiembre se lanzó al mercado el primer sencillo, que lleva por título Pussy, y el 16 de octubre se hizo lo propio con el álbum completo. En una entrevista radiofónica, Paul Landers y Christian Lorenz anunciaron que el siguiente sencillo sería Ich tu dir weh. Las grabaciones del video correspondiente, dirigido por Jonas Åkerlund (al igual que el de Pussy) terminaron a mediados de octubre. Pese a la censura, el sencillo fue lanzado en febrero de 2010. En entrevista, Paul Landers informó que el siguiente sencillo sería Haifisch. El vídeo de este tema fue grabado a principios de noviembre en el castillo de Marquardt, cerca de Potsdam, y fue dirigido por Jörn Heitmann, con quien la banda ha trabajado en varias ocasiones. El vídeo fue estrenado el 23 de abril en su sitio oficial en Myspace, y el sencillo, fue lanzado a finales del mes de mayo.

## Portada del álbum
La portada es una creación del fotógrafo español Eugenio Recuenco. Muestra a los integrantes de la banda reunidos alrededor de una mesa listos para devorar a Venus, diosa del amor según la mitología romana. La modelo que aparece en la portada es la española Cristina Serrato.

## Lista de canciones
| Liebe ist für alle da — Edición estándar |                         |          |  |
| N.º                                      | Título                  | Duración |  |
| 1.                                       | «Rammlied»              | 5:19     |  |
| 2.                                       | «Ich tu dir weh»        | 5:02     |  |
| 3.                                       | «Waidmanns Heil»        | 3:33     |  |
| 4.                                       | «Haifisch»              | 3:45     |  |
| 5.                                       | «B********»             | 4:15     |  |
| 6.                                       | «Frühling in Paris»     | 4:45     |  |
| 7.                                       | «Wiener Blut»           | 3:53     |  |
| 8.                                       | «Pussy»                 | 4:00     |  |
| 9.                                       | «Liebe ist für alle da» | 3:26     |  |
| 10.                                      | «Mehr»                  | 4:09     |  |
| 11.                                      | «Roter Sand»            | 3:59     |  |
| -                                        |                         |          |  |

Adicionalmente, existe una edición especial con un segundo disco, que incluye 5 temas adicionales:

| Liebe ist für alle da — Edición especial |                                  |          |  |
| N.º                                      | Título                           | Duración |  |
| 12.                                      | «Führe Mich»                     | 4:34     |  |
| 13.                                      | «Donaukinder»                    | 5:18     |  |
| 14.                                      | «Halt»                           | 4:21     |  |
| 15.                                      | «Roter Sand (Orchester Version)» | 4:06     |  |
| 16.                                      | «Liese»                          | 3:56     |  |
| -                                        |                                  |          |  |

| Liebe ist für alle da — iTunes Store (Bonus Track Version) |                                                    |          |  |
| N.º                                                        | Título                                             | Duración |  |
| 17.                                                        | «Rammlied (Thrash-terpiece Remix by Machine Head)» | 6:19     |  |
| -                                                          |                                                    |          |  |

### Rammlied
Fue publicada como cara B del sencillo Pussy y puede considerarse una presentación del grupo, que la utiliza para abrir los conciertos de su gira 2009/11. Se trata de la cuarta canción en la discografía de Rammstein en la que se cita expresamente el nombre de la banda, junto con Wollt ihr das Bett in Flammen sehen?, Rammstein y Stein um Stein:

Wer wartet mit Besonnenheit,
der wird belohnt zur rechten Zeit.
Nun das Warten hat ein Ende.
Leiht euer Ohr einer Legende.
Quien espera con prudencia
será recompensado a su debido tiempo.
Ahora la espera llega a su fin.
Escuchad a una leyenda.

La estrofa final de la canción es un homenaje a la polémica canción de la banda eslovena Laibach Geburt einer Nation (1987), a su vez una versión de One Vision de los británicos Queen (1985):
| Ein Weg, ein Ziel, ein Motiv, Rammstein!       | Ein Mensch, ein Ziel und eine Weisung [...]   | One man, one goal, one mission [...]     |
| Eine Richtung, ein Gefühl aus Fleisch und Blut | Ein Gott, ein Leitbild, ein Fleisch, ein Blut | One god, one vision, one flesh, one bone |
| Rammstein                                      | Laibach                                       | Queen                                    |

En el momento de su publicación, Laibach fueron acusados de filofascistas por Geburt einer Nation, si bien la letra no era sino una traducción casi literal del original de Queen. El mero hecho de cantarla en alemán, unido a la estética marcial del videoclip, fue la causa del escándalo. Este es un problema similar al que, años más tarde, tendrían que hacer frente los componentes de Rammstein (véase Ideología de Rammstein) y es uno de los motivos por los que ambos grupos han sido comparados a menudo.

### Ich tu dir weh
El segundo sencillo del álbum. Trata la temática sadomasoquista. El yo lírico se dirige a una persona con quien mantiene una relación de dominación-sumisión («Sólo estás con vida por mí...», «Un pequeño corte y tú te excitas...», «Tú eres la nave, yo el capitán / ¿Adónde ha de ir pues este viaje? / Veo tu cara en el espejo, / tú me amas porque yo no te amo"). Los versos «Wünsch dir was, ich sag' nicht nein / und führ dir Nagetiere ein» («Desea algo, yo no te digo «no» / e introduzco roedores en tu interior») provienen de la novela American Psycho, del autor estadounidense Bret Easton Ellis. La frase «Bei dir hab' ich die Wahl der Qual» es un juego de palabras con la frase hecha alemana «die Qual der Wahl haben» («tener la tortura de la elección»), que se emplea cuando alguien no es capaz de tomar una decisión entre muchas alternativas; en la canción se altera el orden de las palabras de modo que resulta «contigo tengo la elección de la tortura».
Ich tu dir weh fue uno de los factores desencadenantes de que las autoridades alemanas decidieran prohibir la venta del disco a menores de 18 años. La canción fue eliminada en la nueva versión alemana de Liebe ist für alle da (véase la sección «Polémicas»).
El 21 de diciembre de 2009 se publicó el vídeo de Ich tu dir weh en el mismo portal pornográfico en el que se estrenó Pussy.

### Waidmanns Heil
La letra, tomada casi en su totalidad del poema «Sautod» contenido en el libro Messer de Till Lindemann, hace uso de la jerga cinegética. En el idioma alemán, la jerga de los cazadores comprende de más de diez mil palabras, de las cuales apenas unos pocos miles han trascendido al lenguaje cotidiano. La canción parece describir la cacería de una cierva, pero en realidad Rammstein se está valiendo del lenguaje metafórico para describir un acercamiento sexual («llevo caliente desde hace días», «el pelaje reluce», «la escopeta salta de la funda», «me retiro el terciopelo que cubre el cuerno», «ella siente la energía del cañón», «delicado sudor gotea sobre la rodilla»).
En lo musical, la canción comienza con sonidos de cuernos que enfatizan la temática. La parte central de la canción ha sido comparada con el tema One de Metallica, sólo que más acelerada. Cuando la cacería/relación sexual llega a su clímax, se puede oír el jadeo de un animal. Aparece en el videojuego Guitar Hero: Warriors of Rock.

### Haifisch
En las estrofas de la canción se juega con la repetición anafórica de las palabras wir halten ('mantenemos'), así como los distintos significados que el verbo halten puede tomar en función de la preposición que lo acompañe. El estribillo es un homenaje a Die Moritat von Mackie Messer, canción perteneciente a La ópera de los tres centavos de Kurt Weill y Bertolt Brecht.
| Und der Haifisch, der hat Zähne  | Y el tiburón tiene dientes    | Und der Haifisch, der hat Tränen | Y el tiburón tiene lágrimas     |
| und die trägt er im Gesicht      | y los lleva en la cara        | und die laufen vom Gesicht,      | y le corren por la cara,        |
| und Macheath, der hat ein Messer | y Macheath tiene un cuchillo, | doch der Haifisch lebt im Wasser | pero el tiburón vive en el agua |
| doch das Messer sieht man nicht. | pero el cuchillo no se ve.    | so die Tränen sieht man nicht.   | así que las lágrimas no se ven. |
| Bertolt Brecht                   |                               | Rammstein                        |                                 |

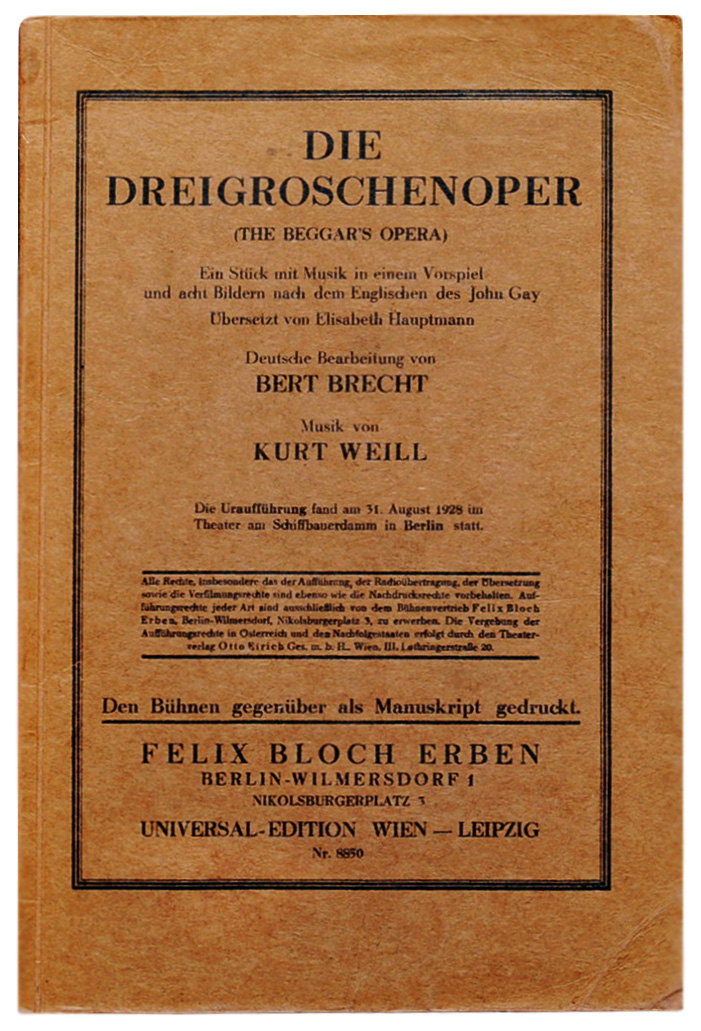
Primera portada de La ópera de los tres centavos de Weill y Brecht.

La canción, que fue lanzada como tercer sencillo del disco, trata sobre la percepción pública de la banda. Rammstein se identifican a sí mismos con el tiburón de la canción:

El tiburón está considerado como absolutamente malvado. Todos los años mueren tres personas devorados por tiburones. Sin embargo, más de cien mueren golpeados por cocos. Por lo tanto, el coco es sustancialmente más peligroso que el tiburón, alrededor del cual se dramatiza tanto. Nosotros siempre nos hemos sentido así: se nos presenta como totalmente malvados y nadamos por debajo del agua.
Flake Lorenz

Instrumentalmente, la canción puede recordar al grupo británico de música electrónica Depeche Mode. El videoclip de Haifisch está ambientado en el supuesto funeral de Till Lindemann.

### B********
El título, que se pronuncia «Bückstabü» /ˌbʏkʃta'byː/, es una palabra inventada, posible cruce entre Buchstabe («letra»), Sich bücken («inclinarse») y Tabu («tabú»). La canción habla de prohibiciones:

Stimmen flüstern hinter dem Gesicht,
die da sagen:
tu das nicht,
lass das sein,
fass das nicht an,
sag einfach nein.
Unas voces susurran tras la cara
diciendo:
«no hagas eso,
déjalo estar,
no lo toques,
di simplemente no».

### Frühling in Paris

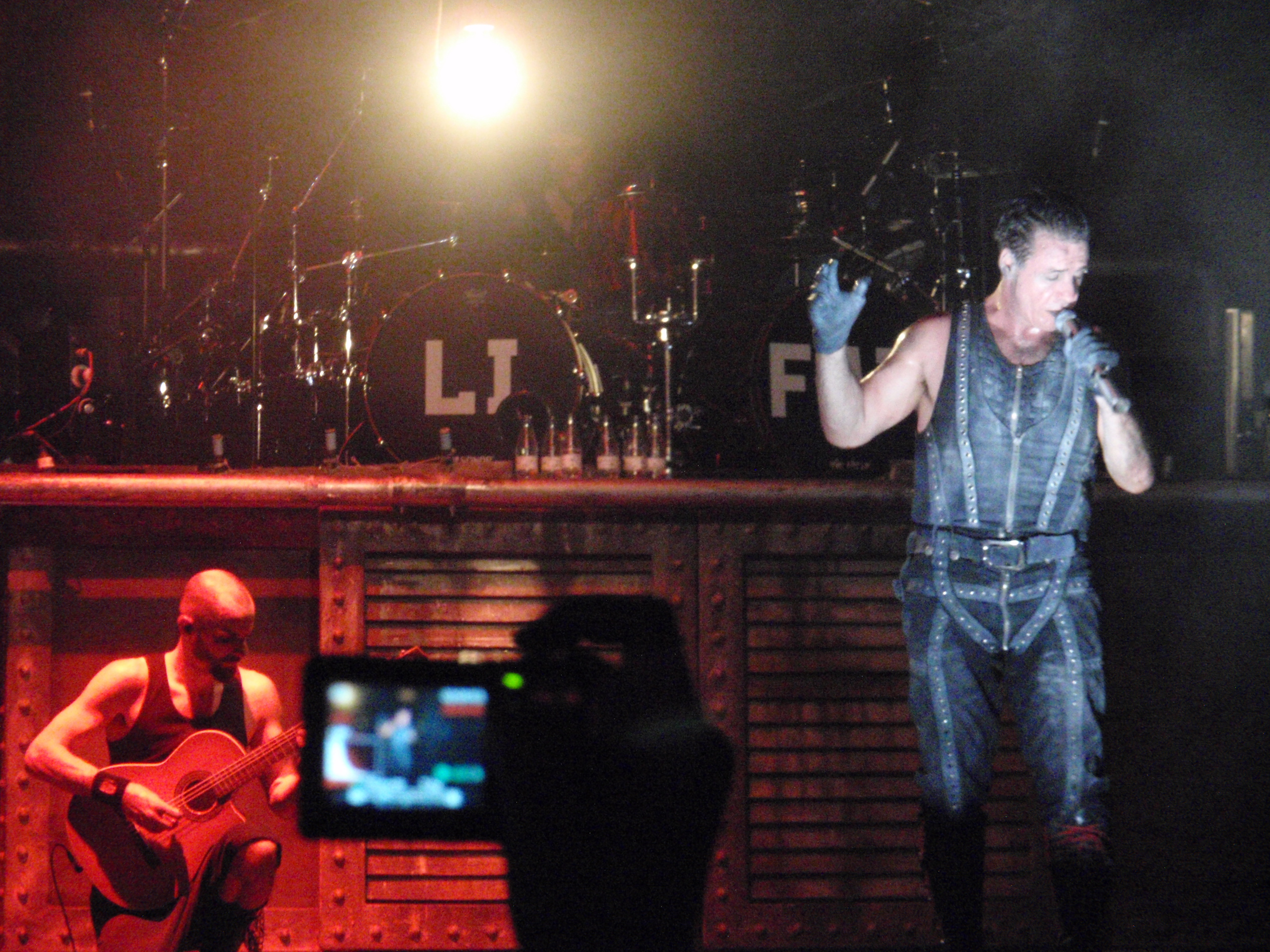
Oliver Riedel y Till Lindemann interpretando Frühling in Paris en un concierto en Bilbao (2010).

Es una de las dos baladas del álbum. El estribillo es un homenaje a la canción Non, je ne regrette rien, famosa gracias a Édith Piaf. En Frühling in Paris se canta sobre la pérdida de la inocencia de un joven en manos de una mujer francesa más experimentada, posiblemente una prostituta ("Vino hacia mí con un vestido claro, / lo recuerdo como si fuera ayer. / Yo era muy joven, / me avergoncé", "No conocía mi cuerpo, / el aspecto (era) muy recatado; / ella me lo enseñó a la luz...", "Los labios suaves, vendidos muchas veces...", "Me gritó palabras a la cara / y se inclinó profundamente").
Frühling in Paris es también el título con que se publicó en el mercado germanófono una recopilación de la correspondencia privada del novelista estadounidense Henry Miller. En esas cartas, donde Miller relata sus vivencias personales en el París de finales de los años 20 y principios de los 30, se perciben varios paralelismos con la historia que se narra en la canción. Miller se trasladó a la capital francesa acompañado por su segunda esposa June, una ex prostituta de origen romaní; allí, se entabló un triángulo amoroso entre la pareja y la escritora Anaïs Nin que se relata en Henry Miller, su mujer y yo, llevada al cine en 1990 bajo el título de Henry y June.

### Wiener Blut
El título coincide con el de una opereta cómica de Johann Strauß (hijo), que a su vez utiliza el nombre de un vals del mismo Strauß llamado Wiener Blut Op. 354; también coincide con el de un disco del cantante de pop austriaco Falco. La Wiener Blut de Rammstein está inspirada en el caso criminal de Amstetten, en el que Josef Fritzl mantuvo secuestrada en un sótano durante más de dos décadas a su propia hija, con quien tuvo seis hijos fruto de violaciones. La canción se inicia con los compases distorsionados del vals de Strauß y va acelerándose paulatinamente hasta llegar a su punto álgido en el estribillo, durante el cual Till Lindemann grita.
Los versos «Und wanderst du im tiefen Tal», «Fürchte kein Unglück, keine Qual» e «Ich bin bei dir und halte dich / Ich halte dich in der Dunkelheit» juegan con el Salmo 23 de la Biblia:

Und ob ich schon wanderte im finsteren Tal
fürchte ich kein Unglück,
denn Du bist bei mir,
Aunque pase por el más oscuro de los valles
no temeré peligro alguno,
porque Tú, Señor, estás conmigo.

### Pussy
Es el primer sencillo del álbum. Aborda las relaciones sexuales de los alemanes desde un punto de vista humorístico. El videoclip que acompañó al lanzamiento fue estrenado en un portal de internet para adultos debido a su fuerte contenido sexual.

### Liebe ist für alle da
La pista que da título al álbum fue motivo de polémica en el verano de 2009 al filtrarse en internet. Como consecuencia, Universal Music emprendió acciones legales contra varios blogs y páginas de fans. La canción habla sobre fantasías sexuales. El yo lírico «encierra» en su fantasía al objeto de su deseo, donde ella «no se defiende».

### Mehr
Mehr trata sobre la codicia y el egoísmo:

Ich nehme alles
auch wenn es schlecht ist!
Ich werde nie satt.
Es ist besser, wenn man mehr hat [...]
Bin nie zufrieden,
es gibt kein Ziel.
Gibt kein Genug,
ist nie zu viel.
Lo tomo todo,
incluso cuando es malo.
Nunca me sacio.
Es mejor tener más.
Nunca estoy satisfecho,
no hay una meta.
No hay un «suficiente»,
nunca es demasiado.

### Roter Sand
Segunda balada del disco, es reconocible por la práctica ausencia de guitarras con distorsión y un particular silbido en el estribillo. Narra un duelo con pistolas entre dos pretendientes al amor de una mujer. El rival del narrador saca antes su arma y dispara a este en el pecho:

Eine Liebe, zwei Pistolen,
einer konnte schneller ziehen.
Nun ich bin es nicht gewesen.
Jetzt gehörst du ihm.
Un amor, dos pistolas,
uno pudo desenfundar primero.
No he sido yo.
Ahora le perteneces a él.

La escena podría estar inspirada en la parte final de la novela Effi Briest, de Theodor Fontane, en la cual el marido de Effi mata al amante de esta en un duelo de pistolas. En la edición de dos CD del álbum se incluye una versión con arreglos orquestales de este tema, así como otro titulado Liese que tiene la misma melodía con distinta letra.

### Führe mich
En este tema destaca el contraste entre el tono suave en que canta Lindemann las estrofas y el agresivo que adopta durante el estribillo, de manera similar a Dalai Lama. La letra podría interpretarse como un diálogo entre dos gemelos siameses: Además cabe destacar que hay otra versión del mismo tema el cual se hizo para la película del director Lars Von Trier Titulada "Nymphomaniac" (2013).

Ein Körper, zwei Namen,
nichts kann uns trennen.
Ein Zweileib im Samen [...]
Zwei Seelen spannen eine Haut
und wenn ich rede bist du still.
Du stirbst, wenn ich es will.
Un cuerpo, dos nombres,
nada nos puede separar.
Un cuerpo doble en la semilla
Dos almas tensan una piel
y cuando yo hablo tú guardas silencio.
Tú mueres cuando yo quiero.

### Donaukinder
Es una balada poderosa, con arreglos similares a los de la canción Reise, Reise. Es posible que la letra haga referencia a una catástrofe medioambiental que tuvo lugar a principios de 2000 al romperse la presa de una planta de tratamiento de oro en Baia Mare, Rumanía. Al menos 100.000 m³ de cianuro de sodio con metales pesados se virtieron en dos afluentes del río Tisza, de donde pasaron al Danubio. Se estima que murieron más de 1.400 toneladas de peces. En el pueblo rumano de Bozânta Mare, el suelo y el agua para consumo humano quedaron envenenados; en varias localidades húngaras se tuvo que cortar el suministro de agua. Como contramedida, para romper los enlaces moleculares del cianuro, se empleó hipoclorito de sodio. Es considerada la catástrofe ecológica más grave sucedida en Europa del Este desde el accidente de Chernóbil.

Keiner weiß was hier geschah,
die Fluten rostig rot.
Die Fische waren atemlos
und alle Schwäne tot.
An den Ufern, in den Wiesen
die Tiere wurden krank
Aus den Auen, in den Fluß
Trieb abscheulicher Gestank.
Nadie sabe lo que pasó aquí,
las crecidas de rojo óxido.
Los peces estaban sin aliento
y todos los cisnes muertos.
En las orillas, en las praderas
los animales enfermaron.
Desde las riberas, hacia el río,
ascendía una pestilencia inmunda.

En alemán Baia Mare recibe el nombre de Frauenbach, «arroyo de las mujeres»; de ahí que, probablemente, los «niños» que se mencionan en el estribillo y que dan nombre a la canción sean una metáfora para referirse a los peces del río.

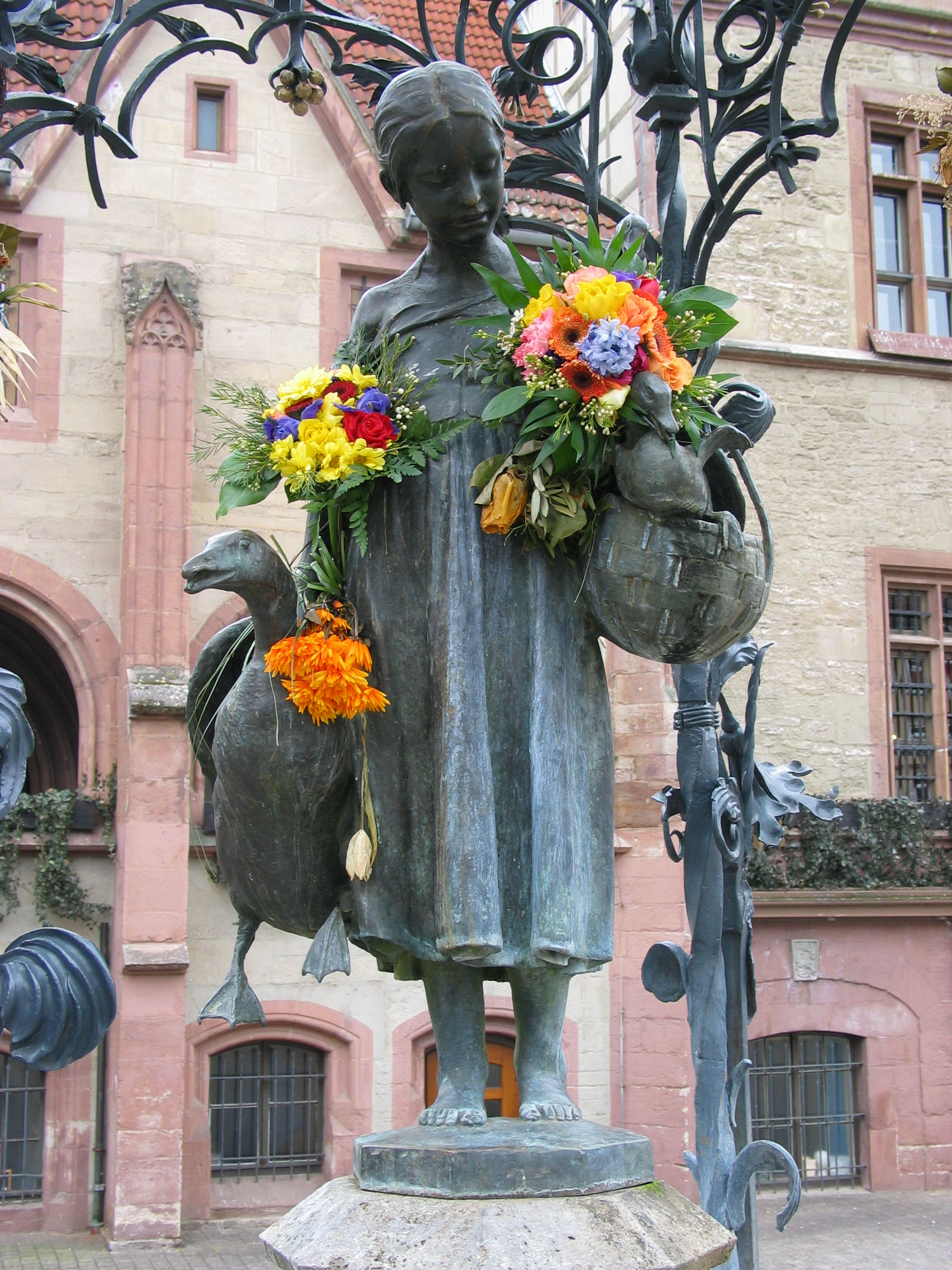
Estatua de Gänseliesel en Gotinga, Alemania.

### Halt
El protagonista de este tema es una persona con inclinaciones misántropicas. Odia a sus semejantes hasta el punto de no soportar el sonido del latir de sus corazones: «Hay demasiadas personas, / no puedo soportarlas. / Me atormentan con dolor, / pero lo malo de los ruidos / es el latir de sus corazones», «¡Alto! ¡Quédense quietos! / No, no puedo soportarlo / ¡Alto! /¡Dejen de latir!».

### Liese
La música es la misma que la de Roter Sand. La letra emplea un estilo narrativo similar al de un cuento infantil y está protagonizada por Gänseliesel, una figura típica del folclore alemán presente en multitud de obras escultóricas y que consiste en una muchacha que cuida ocas. En la canción, un joven llamado Jakob la viola en un trigal amenazándola con un apero de labranza.

## Polémicas
El 5 de noviembre de 2009, el álbum fue incluido por el Ministerio Alemán de Protección a la Juventud en el «Índice de materiales peligrosos», aduciendo que Ich tu dir weh y una imagen de Richard Kruspe con una joven en sus rodillas suponían «una representación peligrosa para la juventud de prácticas sadomasoquistas», así como que Pussy podía animar a los jóvenes a «mantener relaciones sexuales sin protección en los tiempos del sida». Debido a esto, se prohibió toda difusión y publicidad del álbum en los medios alemanes y se prohibió su venta a menores de 18 años.
Universal Music Alemania anunció que una nueva edición del álbum sería lanzada el próximo 30 de noviembre. Se trata de la primera vez que se incluye en dicho índice un disco mientras éste se encuentra en la primera posición de ventas.
Al respecto, Christian Lorenz comentó:

«Estamos sorprendidos por el número de personas que aún tienen miedo de Rammstein. Pero también estamos perplejos. En el álbum no hay nada que sea de algún modo más susceptible de ser malinterpretado que en otros álbumes de Rammstein [...] El censor es la última persona en la que estamos pensando — yo pensaba que ya me había despedido de él con la caída del Muro de Berlín...»

Durante los primeros conciertos de la gira LIFAD en Alemania, Till cambiaba la letra de la mencionada canción, omitiendo las partes que las autoridades habían considerado como «ofensivas». Sin embargo, posteriormente fue eliminada del repertorio en ese país definitivamente.
Pese a la censura, el tema Ich tu dir weh fue lanzado como segundo sencillo.
Finalmente, el 6 de junio de 2010 se publicó en la Gaceta del Ministerio una resolución del Tribunal Administrativo de Colonia que decretaba el retiro de LIFAD del índice con fecha efectiva el 1 de junio y, con ello, la prohibición. Ese mismo día, la banda interpretó el tema durante su presentación en el Festival Rock am Ring en Nurburgo.

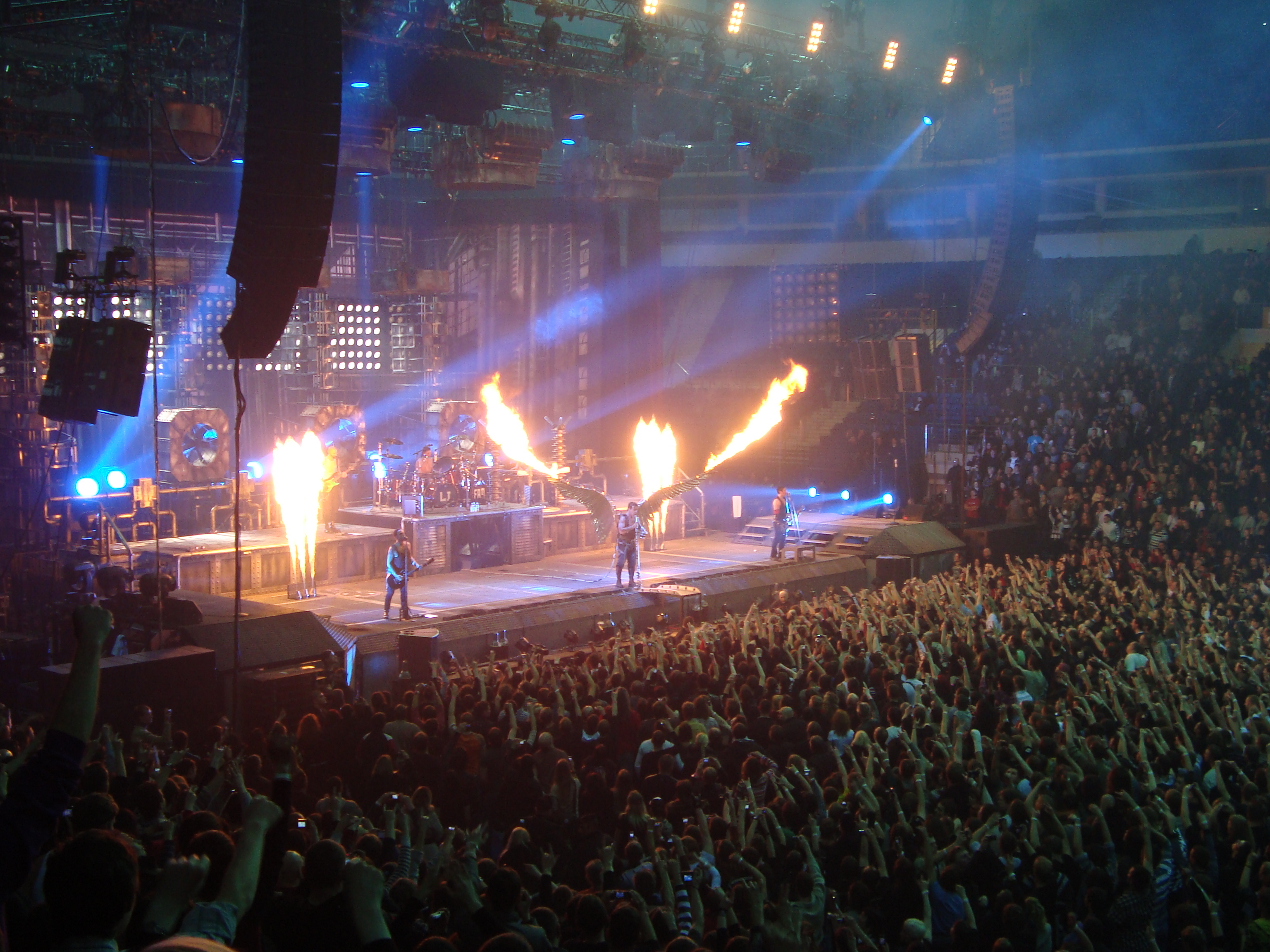
Escenario del «LIFAD Tour» en Minsk (2010).

## Gira
El disco estaba siendo presentado en vivo en una gira internacional desde noviembre de 2009 hasta mayo del 2011, conocida como «LIFAD Tour». En los conciertos de la misma, Rammstein interpretan la mayor parte de las canciones de Liebe ist für alle da.

## Listas de ventas
| Lista (2009)             | Mejor posición |
| ------------------------ | -------------- |
| Alemania                 | 1              |
| Austria                  | 1              |
| Dinamarca                | 1              |
| Finlandia                | 1              |
| Países Bajos             | 1              |
| República Checa          | 1              |
| Suiza                    | 1              |
| Francia                  | 2              |
| Polonia                  | 2              |
| Bélgica                  | 3              |
| Suecia                   | 3              |
| Noruega                  | 4              |
| Portugal                 | 4              |
| México                   | 4              |
| España                   | 5              |
| Australia                | 9              |
| Hungría                  | 10             |
| EE. UU. Billboard 2009   | 13             |
| Italia                   | 14             |
| Lista europea de álbumes | 14             |
| Nueva Zelanda            | 15             |
| Reino Unido              | 16             |
| Irlanda                  | 25             |